# جیانلوئیجی سوئا
جیانلوئیجی سوئا (انگلیسی: Gianluigi Sueva؛ زادهٔ ۱ ژانویهٔ ۲۰۰۱) بازیکن فوتبال اهل ایتالیا است.
وی همچنین در تیم ملی فوتبال جمهوری دومینیکن بازی کرده‌است.